# آشنهاوزن
آشنهاوزن (به آلمانی: Aschenhausen) یک شهر در آلمان است که در اشمالکالدن-ماینینگن واقع شده‌است. آشنهاوزن ۱۷۸ نفر جمعیت دارد.